# 須藤丈士
須藤 丈士（すどう たけし、1978年5月19日 - ）は、日本の元俳優。東京都出身。
活動当時は児童演劇主体の劇団に所属。引退後、2020年時点では飲食店で板前の腕を振るっている。

## 出演

### テレビドラマ
- 電光超人グリッドマン（1993年4月3日 - 1994年1月8日、TBS） - 馬場一平 役

### 映画
- エコエコアザラク -WIZARD OF DARKNESS-（1995年） - 木村謙吾 役